# Sanatorio de Alcohete
El sanatorio de Alcohete es un centro sanitario y residencial español destinado a la asistencia y rehabilitación de enfermos psíquicos crónicos. Está situado en una zona agrícola junto a la casa de labor de Alcohete en un exclave del municipio de Yebes (Guadalajara) entre Horche y Guadalajara, donde actualmente se asienta Ciudad Valdeluz.

## Historia
Fue promovido en 1927 por el conde de Romanones con el nombre de «Sanatorio Reina Victoria Eugenia» e inaugurado en 1932 como un hospital para tratar la tuberculosis hasta que pasó la epidemia y quedó reconvertido en hospital psiquiátrico. 
En el año 1937 a 1939 fue Cuartel General del IV Cuerpo de Ejército republicano, del que era jefe Cipriano Mera. Para ello se construyó un búnker antiaéreo bajo el edificio principal y se le dio el nombre en clave de «Posición Saldón».
En los años 2000 en el enclave de Alcohete se construyó la estación de AVE de Guadalajara-Yebes y se urbanizó Ciudad Valdeluz.